# Gorenje Kamenje pri Dobrniču
Gorenje Kamenje pri Dobrniču je naselje v občini Trebnje.
Gorenje Kamenje pri Dobrniču je gručasto naselje na širokem slemenu pod Kozjekom (457 m). Obdaja ga skalnat kraški svet z globokimi vrtačami, kljub težkim pogojem za kmetijstvo pa so na jugu naselja obdelane njive Rupe in Kalnikje ter na jugovzhodu Cedile. V vasici je več starih skednjev in ostalih objektov, v bližini pa so bili odkriti tudi rimski grobovi.